# Zvláštní tribunál pro zločin agrese proti Ukrajině
Zvláštní tribunál pro zločin agrese proti Ukrajině je navrhovaný ad hoc mezinárodní trestní tribunál, jehož cílem je stíhat Ruskou federaci a vysoké ruské a běloruské představitele za ruskou invazi na Ukrajinu jako jeden nebo více zločinů agrese. Tento zvláštní tribunál má sloužit jako doplněk ke stávajícímu vyšetřování Mezinárodního trestního soudu na Ukrajině. Několik mezinárodních orgánů oznámilo svou podporu jeho zřízení, včetně Rady Evropy, Evropské komise, Parlamentního shromáždění NATO a Evropského parlamentu.
Jurisdikce Mezinárodního trestního soudu pro zločiny agrese vstoupila v platnost v roce 2018, ale nemůže jej stíhat, pokud zúčastněné státy nejsou smluvními stranami soudu, což Ruská federace není.

## Analýzy
Někteří mezinárodní právníci navrhovaný tribunál kritizovali. Kevin Jon Heller uvedl praktické obavy, včetně získávání podezřelých a důkazů, předpověděl, že tribunál nebude nutně „schopen stíhat ruské úředníky, kteří by měli nárok na imunitu ratione personae“, a vyjádřil obavy ohledně „selektivity mezinárodního trestního soudnictví“, kterou by projevil. Sergej Vasiljev argumentoval, že ad hoc tribunál by nebyl schopen zajistit přítomnost Putina ani jiných obžalovaných bez ruské spolupráce.
Carrie McDougallová naopak tvrdi, že ad hoc tribunál je nejlepší dostupnou možností, jak projednat tento konkrétní zločin agrese, pro který Mezinárodní trestní soud nemá jurisdikci.